# مسعود بلوصیف
مسعود بلوصیف (انگلیسی: Messaoud Belloucif؛ زادهٔ ۳۰ نوامبر ۱۹۴۰) بازیکن فوتبال اهل الجزایر بود.
وی همچنین در تیم ملی فوتبال الجزایر بازی کرده‌است.